# Klovn Forever
Klovn Forever er en dansk komediefilm fra 2015 og efterfølgeren til biografsuccesen Klovn - The Movie (2010). Den er instrueret af Mikkel Nørgaard, mens Casper Christensen og Frank Hvam har skrevet manuskriptet. På rollelisten ses bl.a. Christensen, Hvam, Mia Lyhne, Iben Hjejle, Nikolaj Coster-Waldau og Lars Hjortshøj.
Filmen er produceret af Nutmeg Movies (et selskab ejet af Casper Christensen og Frank Hvam) i samarbejde med TV 2 Danmark og med støtte fra Det Danske Filminstitut. Klovn Forever har biografpremiere i Danmark den 24. september 2015.
Klovn Forever blev den næstmest sete biograffilm i 2015 i Danmark med 511.452 solgte billetter, kun overgået af Spectre.

## Handling
Makkerparret Frank og Caspers venskab bliver sat på en alvorlig prøve, da Casper beslutter sig for at forlade Danmark (og sin gode ven Frank) for at forfølge en solokarriere i den amerikanske by Los Angeles. Fast besluttet på at vinde sin bedste ven tilbage vælger Frank at følge efter Casper til 'englenes by' i USA, og det bliver til en ferie med »spektakulære hændelser«.

## Produktion
Der var i 2011 og 2012 flere film-rygter omkring en efterfølger, men først den 14. marts 2013 bekræftede Casper Christensen officielt overfor dagbladet BT, at der kommer en efterfølger.
Filmen er instrueret af Mikkel Nørgaard, som også instruerede den foregående film, Klovn - The Movie i 2010. I oktober 2014 begyndte optagelserne, som både er blevet optaget i København og Los Angeles. I forbindelse med pressemeddelelsen udtalte Hvam og Christensen: "Grunden til at der er gået 4 år, er at vi ventede på en idé, der var så stærk, at vi kunne lave en film, der kunne overgå den første. Og vi synes, at det manuskript vi har nu kan det. Det er også lykkedes os at samle det gode gamle stærke hold, plus nogle virkeligt spændende nye kræfter på skuespillerfronten." I maj 2015 tog Christensen og Hvam til filmfestivalen i Cannes for at promovere den.
Filmen har kostet 27,1 millioner kroner at producere. Det Danske Filminstitut har givet produktionsstøtte på 4,0 mio. kr. gennem markedsordningen, der produceres i samarbejde med TV 2. Filmen distribueres i Danmark af Nordisk Film Distribution, mens internationalt salg til hele verden varetages af Protagonist Pictures.

## Medvirkende
- Frank Hvam som Frank
- Casper Christensen som Casper
- Mia Lyhne som Mia
- Simone Colling som Cille
- Iben Hjejle som Iben
- Nikolaj Coster-Waldau som Nikolaj
- Ulrich Møller-Jørgensen som Ulrich
- Lars Hjortshøj som Lars
- Tina Bilsbo som Tina
- Johannes Riis som Johannes
- Ib Michael som Ib
- Elsebeth Steentoft som Pykker
- Niels Weyde som Ole
- Isla Lang Fisher
- Adam Levine